# 骆克 (阿拉巴马州)
骆克（英文：Lockhart），是美国阿拉巴马州下属的一座城市。面积约为1.09平方英里（约合2.82平方公里）。根据2010年美国人口普查，该市有人口516人，人口密度为474.26/平方英里（约合182.98/平方公里）。